# Henri Ginet
Henri Ginet est un peintre surréaliste français, né le 29 décembre 1923 à Saint-Jean-de-Bournay (Isère) et mort le 18 mai 1970 à Paris.

## Biographie

### Origines et formation
Henry Philippe Ginet naît le 29 décembre 1923 à Saint-Jean-de-Bournay, fils de Marius Maximin Ginet et de Laurent Berthe Montjot, son épouse.
Issu d'une famille d'artisans tailleurs de pierre et sculpteurs, Henri Ginet témoigne très tôt d'aspirations artistiques.
Fin 1944, il est mobilisé dans le corps d'armée commandé par le général de Lattre de Tassigny qui remonte la vallée du Rhône et pénètre en Allemagne. Dès les premiers mois de campagne, il contracte une primo-infection tuberculeuse. Rapatrié dans le sanatorium militaire du plateau d'Assy, il y fait la connaissance de Ladislas Kijno et Paul Revel, jeunes peintres qui l'initient à la peinture à l'huile et déterminent ainsi sa vocation.

### Carrière
Après guerre, Henri Ginet fréquente à Paris les ateliers de Fernand Léger et d'André Lhote, maître avec lequel il se lie d'amitié. Lhote, grand admirateur de Paul Cézanne, l'incite à s'installer dans la région aixoise et vient fréquemment lui rendre visite. De concert, ils plantent leurs chevalets dans les collines avoisinantes, cherchant à la source le secret de la vibration cézanienne.
À la fin des années 1950, Henri Ginet s'installe définitivement à Paris. L'époque est à l'abstraction et Ginet brosse alors de larges fresques minérales aux effets de matière accentués, entrelacs de glacis émaillés qui rythment des surfaces sombres et mates. Il intègre le mouvement Phases animé par le poète et théoricien Édouard Jaguer. Dans cette mouvance, il participe à de nombreuses expositions tant en France, en Italie, qu'en Suisse ou en Belgique. Ainsi, il fait la connaissance des peintres du groupe Cobra, notamment Corneille et Pierre Alechinsky avec lesquels il participe à l'exposition Solstice de l'image. Il noue également des liens avec Friedensreich Hundertwasser. Au début des années 1960, le musée d'Art moderne de Paris fait l'acquisition de certaines de ses œuvres.
Édouard Jaguer l'introduit auprès d'André Breton, dont la pensée et l'amitié vont bouleverser à la fois sa vie et sa peinture. Sous cette influence, la peinture d'Henri Ginet amorce un virage radical. Des premières abstractions telluriques émerge peu à peu un univers peuplé de figures totémiques, les Majestés, personnages inspirés à la fois des cartes du tarot et des maîtres enlumineurs du Quattrocento. Henri Ginet devient membre à part entière du groupe surréaliste, assidu aux soirées de La Promenade de Vénus, ce café des Halles où se réunissaient autour de Breton des artistes venus du monde entier. En 1966, il participe au colloque de Cerisy-la-Salle consacré au surréalisme et présidé par Ferdinand Alquié. Ses œuvres figurent alors dans la plupart des expositions surréalistes du moment, en particulier la XIe Exposition internationale du surréalisme à Paris, L'Écart absolu, aux côtés de Roberto Matta, Wifredo Lam ou Marcel Duchamp.
Parallèlement à son activité de peintre, Henri Ginet préside aux destinées du cinéma Le Ranelagh qui, dans les années 1960, devient un haut lieu parisien du cinéma d'art et d'essai. Il initie par exemple la formule « Cinéma des ambassades », qui permet au public de découvrir pour la première fois les cinématographies des pays de l'Est et du tiers monde. Dans les espaces attenant au cinéma, Henri Ginet ouvre une galerie de peinture où s'organisent régulièrement des expositions internationales d'art contemporain. C'est l'occasion pour lui de présenter de jeunes artistes alors émergents comme Christian Boltanski.

### Vie privée
Henri Ginet a épousé Paulette Marie Gabrielle Barral.

### Mort
Henri Ginet meurt à l'âge de 46 ans le 18 mai 1970 dans le 15e arrondissement de Paris au 151, rue de Sèvres, victime d'un accident médical. Il est inhumé au cimetière de Saint-Jean-de-Bournay, sa commune de naissance.

## Expositions
- 1958 : exposition Le Cadran à l'Art au village, Saint-Jeoire-en-Faucigny
- 1959 : exposition particulière, galerie L'Entracte, Lausanne
- 1960 : exposition Solstice de l'image, galerie du Ranelagh, Paris
- 1961 : Gruppo Phases, galerie Schwartz, Milan
  - Mini-collages, galerie Saint-Laurent, Bruxelles
  - Possibilités du petit format, galerie du Fleuve, Paris
- 1962 : exposition de groupe avec Guido Biasi, Roland Giguère et Hans Meyer-Petersen présentée par Edouard Jaguer, galerie Bellechasse, Paris
  - exposition particulière présentée par Jacques Lacomblez, galerie Saint-Laurent, Bruxelles
  - salon du Centre artistique d'Antibes
  - exposition La Cinquième saison, galerie du Ranelagh, Paris
  - exposition Alternative Attuali, l'Aquila, Italie[8]
  - exposition Phases, galerie de l'Université, Paris
  - exposition de groupe à l'Art au village, Saint-Jeoire-en-Faucigny
  - figure dans L'avant-garde internationale de la gravure contemporaine, Galleria Schwartz, Milan
- 1963 : exposition Vues imprenables, galerie du Ranelagh, Paris
  - exposition particulière, galerie l'Entracte, Lausanne
  - exposition Interart, Silkeborg, Danemark
- 1964 : exposition Phases, galerie de l'Université, Paris
  - exposition de groupe, l'Art et la Vie, Lyon
- 1965 : XIe Exposition internationale du surréalisme, L'Écart absolu, Paris
- 1966 : Collages, dessins surréalistes, galerie du Ranelagh, Paris
- 1967 : XIIIe Exposition internationale du surréalisme, São Paulo, Brésil
- 1968 : Exposition internationale du surréalisme, Brno, Prague, Bratislava
- 1969 : exposition Hommage à Paul Gay, Thonon-les-Bains
- 1970 : salon Comparaisons, Paris
- 1977 : exposition particulière, galerie du Ranelagh, Paris
- Figure dans L'Avant-garde internationale, anthologie de la gravure actuelle, Schwartz éditeur, Milan 1962